# Goriška vas, Mirna Peč
Goriška vas je naselje v Občini Mirna Peč.